# بطولة باوليستا 1990
بطولة باوليستا 1990 هو موسم من بطولة باوليستا. كان عدد الأندية المشاركة فيه 24، وفاز فيه أتلتيكو براغانتينو.